# 玄王
餘玄（?—?），是十六国时期的夫餘国国王。当时，夫餘国在鹿山遭百济的侵扰，西迁到近前燕边境，对前燕不设防。346年正月，前燕国王慕容皝派世子慕容儁率慕容军、慕容恪、慕舆根三位将军率领骑兵共一万七千人进攻夫餘国。慕容儁在中军指挥，具体军务由慕容恪处理，攻克夫餘国，掳获夫餘王玄和民众五万多人返回龙城。慕容皝以餘玄为镇军将军，还把女儿嫁给他为妻。之后，餘氏家族充斥前燕、后燕朝廷。